# Львовская железная дорога
Льво́вская желе́зная доро́га (укр. Львівська залізниця) — региональный филиал АО «Украинская железная дорога». Обслуживает линии в западной части Украины. Управление в городе Львов.

## Описание
Территория обслуживания Львовской железной дороги — западная часть Украины: Львовская, Волынская, Ровненская, Тернопольская, Ивано-Франковская, Черновицкая и Закарпатская области. В районе обслуживания Львовской железной дороги проживает 8,5 млн человек.
В состав дороги входят отделения: Львовское, Ровенское, Тернопольское, Ивано-Франковское, Ужгородское.
Граничит с Юго-Западной железной дорогой УЗ, Белорусской железной дорогой, железными дорогами Молдовы, Румынии, Венгрии, Словакии, Польши.
Основные узловые станции: Львов, Клепаров, Стрый, Дрогобыч, Самбор, Тернополь, Ровно, Ковель, Здолбунов, Сарны, Ивано-Франковск, Черновцы, Ужгород, Чоп, Батьёво.

## Линии
Эксплуатационная длина дороги составляет 4521 км (на 1991 год). На дороге электрифицировано 3207 км путей (71 % от всего пути).
Линии на переменном токе 25 кВ:
- Львов — Красне — Здолбунов — Ровно (2-путная);
- Красне — Тернополь — Подволочиск (2-путная);
- Здолбунов — Киверцы (2-путная);
- Киверцы — Луцк (1-путная);
- Киверцы — Ковель (1-путная).

Линии на постоянном токе 3 кВ:
- Львов — Мостиска — Госграница (2-путная);
- Львов — Стрый — Бескид — Мукачево — Батьёво (ранее: Батево) — Чоп (2-путная);
- Львов — Самбор — Ужгород (1-путная);
- Стрый — Дрогобыч — Самбор (1-путная);
- Дрогобыч — Трускавец (1-путная);
- Стрый — Моршин (1-путная);
- Стрый — Ходоров (1-путная).

На трассе Львов — Стрый — Бескид — Мукачево — Чоп находится важный перевальный участок через Карпаты: Лавочное — Бескид — Бескидский тоннель — Скотарское — Воловец. Двухпутный тоннель введён в эксплуатацию 24 мая 2018 года, старый однопутный тоннель австро-венгерской постройки законсервирован. Уклоны на этом участке достигают 29 тысячных (в СССР это был самый крутой участок на магистральной трассе). Поэтому для проводки товарных поездов между станциями Лавочное и Воловец для обеспечения усиленной тяги в голове состава цепляют 2-3 локомотива ВЛ11М, используется кратная тяга. Кроме того на этих станциях в хвост поезда, идущего на подъём, дополнительно прицепляют локомотив-толкач, помогающий перетащить поезд через перевал.

## История
Строительство железнодорожных путей на территории современной Львовской железной дороги началось в период нахождения Львова в составе Австро-Венгрии. Первый участок — от Перемышля до Львова, длиной почти 100-километров и с колеёй 1435 мм, завершён в 1861 году. Первый поезд прибыл во Львов 4 ноября 1861 из Вены, столицы Австро-Венгрии. К 1866 была проложена ветка от Львова в Черновцы, а к 1869 — от Львова до Бродов, пограничного города с Российской империей. В начале XX века возникла необходимость строительства нового вокзала во Львове. Новое сооружение было сдано 26 марта 1904. Вокзал считался одним из лучших в Европе, как по архитектурным так и по техническим достоинствам.
Состоявшаяся 1 и 2 ноября 1939 года внеочередная сессия Верховного Совета Союза ССР приняла закон о включении в состав СССР Западной Белоруссии и Западной Украины. Железные дороги колеи 1435 мм, находившиеся на этой территории, стали частью железных дорог Советского Союза. В конце 1939 года были образованы четыре новых железных дороги: Белостокская, Брест-Литовская, Ковельская и Львовская. И первой работой на путях стала перешивка колеи на стандарт 1524 мм. В 1940 году началось издание своей газеты.
В марте 1941 года на Львовскую железную дорогу была передислоцирована 5-я железнодорожная бригада, которой была поставлена задача проложить вторые пути на участке Лановцы — Тернополь — Березовица — Остров — Потуторы — Ходоров общей протяженностью около 200 км. Строительство обхода вокруг Тернопольского железнодорожного узла длиной 5 км пришлось отложить на две недели в связи с необходимостью выкупа земельных участков, находившихся в собственности частных лиц.
В годы Великой Отечественной войны Львовская железная дорога одной из первых подверглась нападению немецких войск и разрушению. За годы войны на дороге было разрушено до 25 % главных путей и 30 % станционных, 57 % вокзалов, 90 % пунктов водоснабжения, 6 электростанций, 30 паровозных депо, взорвано 75 % мостов и все тоннели. Восстановление разрушенного хозяйства дороги было начато сразу после освобождения территории УССР в 1944 году.
6 декабря 1973 года Львовская железная дорога была награждена орденом Трудового Красного Знамени.
После получения независимости Белоруссией и Украиной были изменены границы железной дороги: от Белорусской железной дороги перешёл участок украинско-белорусская граница — Заболотье — (Вербка), от Львовской — участок (Лунинец) — Горынь — украинско-белорусская граница.
В августе 1997 года Львовская железная дорога (с основными структурными подразделениями) была включена в перечень предприятий и организаций, имеющих стратегическое значение для экономики и безопасности Украины.
В 1991 году Львовская железная дорога входит в сферу управления Государственной администрации железнодорожного транспорта Украины. В 2015 году становится региональным подразделением АО «Укрзалізниця».

## Руководители
- Головченко, Григорий Иванович (1949—1959)
- Богданович, Григорий Иосифович (1959—1975)
- Порох, Григорий Акимович (1975—1984)
- Кирпа, Георгий Николаевич (1993—2000)
- Федак, Ярослав Андреевич (2001—2006)
- Мостовой, Михаил Васильевич (2007—2010)
- Пих, Богдан Петрович (2010 — по настоящее время)